# 4-es busz (Békéscsaba)
A békéscsabai 4-es jelzésű autóbusz a Szabadság tér-ről indul, s oda is érkezik, a járat hurokjárat. A viszonylatot a Volánbusz Zrt. üzemelteti. Ez az egyik járat, amely összeköti Erzsébethely városrészt a belvárossal, valamint az autóbusz- és vasúti pályaudvarral.
A vonalon javarészt Ikarus C80-as autóbuszok járnak.

## Jellemzői
A járatok mindennap közlekednek, hétvégén az 1-es busz és a 3-as viszonylatcsalád helyett is. A város szombati és vasárnapi tömegközlekedéséhez képest rendkívül sokan használják, gyakran teljes kihasználtsággal közlekednek a járművek. Alapvetően a Szabadság tér körül közlekedik, de szabad és munkaszüneti napokon 4:45-től A jelzéssel az Autóbusz-pályaudvar és a Szabadság tér között közlekedik.

## Útvonala
| "A" útvonal | "B" útvonal |
| --- | --- |
| - Szabadság tér - Bartók Béla út - Petőfi utca - Andrássy út - Temető sor - Orosházi út - Gyár utcai körforgalom - Orosházi út - Bercsényi utca - Veres Péter utca - Franklin utca - Kolozsvári utca - Madách utca - Orosházi út - Gyár utcai körforgalom - Orosházi út - Temető sor - Andrássy út - Petőfi utca - Bartók Béla út - Szabadság tér | - Szabadság tér - Bartók Béla út - Petőfi utca - Andrássy út - Temető sor - Orosházi út - Gyár utcai körforgalom - Orosházi út - Madách utca - Kolozsvári utca - Franklin utca - Veres Péter utca - Bercsényi utca - Orosházi út - Gyár utcai körforgalom - Orosházi út - Temető sor - Andrássy út - Petőfi utca - Bartók Béla út - Szabadság tér |

## Megállóhelyei
| 0  | Szabadság tér végállomás | 47 | 1, 3, 3M, 3V, 7F "B" útvonalon, 17, 17M, 17V | Békéscsabai Bartók Béla Művészeti Szakközépiskola, és Alapfokú Művészetoktatási Intézmény, Zeneiskola, Békéscsabai Járási Hivatal, Békéscsabai Városi Önkormányzat, Fegyveres Erők Klubja, Fiume Hotel, Invitel Telepont, Jókai Színház, K&H Bank, Magyar Államkincstár Dél-Alföldi Regionális Igazgatóság, MKB Bank, OTP Bank, Sas Patika, Városháza |
| 2  | Haán Lajos utca          | 45 | 1, 3, 3M, 3V, 7F, 17V helyközi-országos autóbuszjáratok: Debrecen, Szeged, Szentes regionális autóbuszjáratok: Battonya, Békésszentandrás, Dombegyház, Elek, Geszt, Gyomaendrőd, Gyula, Mezőkovácsháza, Orosháza, Szarvas, Tótkomlós, Újkígyós, Vésztő | Békéscsabai Belvárosi Általános Iskola és Gimnázium, Békéscsabai Rendőrkapitányság, Békéscsaba 1-es posta, Magyar Államkincstár - Állampénztári Ügyfélszolgálat |
| 4  | Petőfi utca              | 43 | 1, 3, 3M, 3V, 7F, 17V | Békéscsabai Petőfi Utcai Általános Iskola |
| 6  | Petőfi liget             | 41 | 1, 3, 3M, 3V, 5 Autóbusz-állomás felé, 7, 7F, 8 Linamar felé, 8A Tesco felé, 8V Tesco felé, 17V, 20 Autóbusz-állomás felé | Angyalos-kút, Békéscsabai Petőfi Utcai Általános Iskola, Békéscsabai Kemény Gábor Logisztikai és Közlekedési Szakközépiskola, Trianon tér Csaba Center: Békéscsaba Center Posta, Hervis, Media Markt, Spar, Telenor, T-Pont, Vodafone |
| 7  | Andrássy Gimnázium       | 40 | 1, 3, 3M, 3V, 5, 7, 7F, 17V, 20 | Békéscsabai Andrássy Gyula Gimnázium és Kollégium, Katonai Igazgatási és Érdekvédelmi Iroda, Reál, VOKE Vasutas Művelődési Háza és Könyvtára |
| 9  | Autóbusz-állomás         | 38 | 1, 3, 3M, 3V, 5, 7, 7F, 8, 8A, 8V, 17V, 20 120 (Budapest – Szolnok – Lökösháza), 121 (Békéscsaba – Mezőhegyes – Makó – Újszeged), 128 (Békéscsaba – Kötegyán – Vésztő), 135 (Békéscsaba – Orosháza – Hódmezővásárhely – Szeged) helyközi-országos autóbuszjáratok: Budapest-Népliget, Debrecen, Eger, Hajdúszoboszló, Karcag, Kecskemét, Kunszentmárton, Miskolc, Pécs, Szeged, Szentes, Szolnok, Zalaegerszeg regionális autóbuszjáratok: Battonya, Békés, Békéssámson, Békésszentandrás, Bélmegyer, Csanádapáca, Csorvás, Dévaványa, Doboz, Dombegyház, Elek, Füzesgyarmat, Gerendás, Geszt, Gyomaendrőd, Gyula, Kamut, Kaszaper, Kétsoprony, Kondoros, Köröstarcsa, Kunágota, Medgyesbodzás, Medgyesegyháza, Mezőberény, Mezőkovácsháza, Orosháza, Sarkad, Szabadkígyós, Szarvas, Szeghalom, Telekgerendás, Tótkomlós, Újkígyós, Vésztő | Békéscsaba vasútállomás Helyközi autóbusz-állomás Obi Áruház, Penny Market |
| 11 | Gyár utca                | 36 | 1, 3, 3M, 3V regionális autóbuszjáratok: Doboz, Telekgerendás | Kézműves Szakközépiskola és Alapfokú Művészeti Iskola, Kondorosi Takarékszövetkezet Gyár utcai körforgalom Orosházi úti felüljáró |
| 12 | Madách utca              | 34 | 1, 3, 3M, 3V regionális autóbuszjáratok: Battonya, Békéssámson, Csanádapáca, Doboz, Kaszaper, Medgyesegyháza, Orosháza, Telekgerendás, Tótkomlós | Erzsébethelyi Általános Iskola, Evangélikus templom, Kútház |
| 13 | Bem utca                 | 32 | 3, 3M, 3V | Jaminai Közösségi Ház |
| 14 | Bercsényi utca           | 30 | 3, 3M, 3V helyközi-országos autóbuszjáratok: Szeged, Szentes regionális autóbuszjáratok: Battonya, Békéssámson, Csanádapáca, Doboz, Gyula, Kaszaper, Medgyesegyháza, Orosháza, Telekgerendás, Tótkomlós | |
| 15 | Tompa utca               | 29 | 1, 3, 3M, 3V | |
| 16 | Batsányi utca            | 28 | 1, 3, 3M, 3V | Coop, Jézus Szíve katolikus templom, Kolozsvári utcai Orvosi Rendelők, Békéscsaba 3-as posta Kapcsolat a Belvárossal: Repülőhíd (kerékpáros és gyalogos forgalom) - cca. 0,45 km |
| 17 | Rózsa utca               | 26 | 1, 3, 3M, 3V | |
| 18 | Tavasz utca              | 25 | 1, 3, 3M, 3V | |
| 19 | Veres Péter utca         | 24 | 3, 3M, 3V | |
| 20 | Szegfű utca              | 22 | | |
| 21 | Franklin utca            | 21 | 1 | Kapcsolat a Belvárossal: Franklin utca-Szerdahelyi út (közúti, kerékpáros és gyalogos forgalom) - cca. 0,70 km |
| 22 | Tavasz utca              | 19 | 1, 3, 3M, 3V | |
| 23 | Rózsa utca               | 18 | 1, 3, 3M, 3V | |
| 24 | Batsányi utca            | 17 | 1, 3, 3M, 3V | Coop, Jézus Szíve katolikus templom, Kolozsvári utcai Orvosi Rendelők, Békéscsaba 3-as posta Kapcsolat a Belvárossal: Repülőhíd (kerékpáros és gyalogos forgalom) - cca. 0,45 km |
| 25 | Tompa utca               | 15 | 1, 3, 3M, 3V | |
| 27 | Madách utca              | 13 | 3, 3M, 3V regionális autóbuszjáratok: Battonya, Békéssámson, Csanádapáca, Doboz, Kaszaper, Medgyesegyháza, Orosháza, Telekgerendás, Tótkomlós | Erzsébethelyi Általános Iskola, Evangélikus templom, Kútház |
| 29 | Gyár utca                | 11 | 1, 3, 3M, 3V regionális autóbuszjáratok: Doboz, Telekgerendás | Kézműves Szakközépiskola és Alapfokú Művészeti Iskola, Kondorosi Takarékszövetkezet Gyár utcai körforgalom Orosházi úti felüljáró |
| 31 | Autóbusz-állomás         | 9  | 1, 3, 3M, 3V, 5, 7, 7F, 8, 8A, 8V, 17V, 20 120 (Budapest – Szolnok – Lökösháza), 121 (Békéscsaba – Mezőhegyes – Makó – Újszeged), 128 (Békéscsaba – Kötegyán – Vésztő), 135 (Békéscsaba – Orosháza – Hódmezővásárhely – Szeged) helyközi-országos autóbuszjáratok: Budapest-Népliget, Debrecen, Eger, Hajdúszoboszló, Karcag, Kecskemét, Kunszentmárton, Miskolc, Pécs, Szeged, Szentes, Szolnok, Zalaegerszeg regionális autóbuszjáratok: Battonya, Békés, Békéssámson, Békésszentandrás, Bélmegyer, Csanádapáca, Csorvás, Dévaványa, Doboz, Dombegyház, Elek, Füzesgyarmat, Gerendás, Geszt, Gyomaendrőd, Gyula, Kamut, Kaszaper, Kétsoprony, Kondoros, Köröstarcsa, Kunágota, Medgyesbodzás, Medgyesegyháza, Mezőberény, Mezőkovácsháza, Orosháza, Sarkad, Szabadkígyós, Szarvas, Szeghalom, Telekgerendás, Tótkomlós, Újkígyós, Vésztő | Békéscsaba vasútállomás Helyközi autóbusz-állomás Obi Áruház, Penny Market |
| 33 | Andrássy Gimnázium       | 7  | 1, 3, 3M, 3V, 5, 7, 7F, 17V, 20 | Békéscsabai Andrássy Gyula Gimnázium és Kollégium, Katonai Igazgatási és Érdekvédelmi Iroda, Reál, VOKE Vasutas Művelődési Háza és Könyvtára |
| 34 | Petőfi liget             | 6  | 1, 3, 3M, 3V, 5 Autóbusz-állomás felé, 7, 7F, 8 Linamar felé, 8A Tesco felé, 8V Tesco felé, 17V, 20 Autóbusz-állomás felé | Angyalos-kút, Békéscsabai Petőfi Utcai Általános Iskola, Békéscsabai Kemény Gábor Logisztikai és Közlekedési Szakközépiskola, Trianon tér Csaba Center: Békéscsaba Center Posta, Hervis, Media Markt, Spar, Telenor, T-Pont, Vodafone |
| 36 | Petőfi utca              | 4  | 1, 3, 3M, 3V, 7F, 17V | Békéscsabai Petőfi Utcai Általános Iskola |
| 38 | Haán Lajos utca          | 2  | 1, 3, 3M, 3V, 7F, 17V helyközi-országos autóbuszjáratok: Debrecen, Szeged, Szentes regionális autóbuszjáratok: Battonya, Békésszentandrás, Dombegyház, Elek, Geszt, Gyomaendrőd, Gyula, Mezőkovácsháza, Orosháza, Szarvas, Tótkomlós, Újkígyós, Vésztő | Békéscsabai Belvárosi Általános Iskola és Gimnázium, Békéscsabai Rendőrkapitányság, Békéscsaba 1-es posta, Magyar Államkincstár - Állampénztári Ügyfélszolgálat |
| 40 | Szabadság tér végállomás | 0  | 1, 3, 3M, 3V, 7F "B" útvonalon, 17, 17M, 17V | Békéscsabai Bartók Béla Művészeti Szakközépiskola, és Alapfokú Művészetoktatási Intézmény, Zeneiskola, Békéscsabai Járási Hivatal, Békéscsabai Városi Önkormányzat, Fegyveres Erők Klubja, Fiume Hotel, Invitel Telepont, Jókai Színház, K&H Bank, Magyar Államkincstár Dél-Alföldi Regionális Igazgatóság, MKB Bank, OTP Bank, Sas Patika, Városháza |

## Kiegészítések

### Aktív
- Autóbusz-állomástól induló járatok (A): Szabad és munkaszüneti napokon 4:45-től egy, az állomástól induló járat közlekedik.

### Megszűnt
- Linamar-VOLÁN telep járatok (L): 2014-2016 között néhány járat a Linamar és a VOLÁN telep érintésével közlekedett.
- VOLÁN telep járatok (v): 2014-2016 között néhány járat a VOLÁN telep érintésével közlekedett.
- Varságh utca járatok (V): 2014-2016 között néhány járat a Varságh utcáig/utcától közlekedett.
- VOLÁN telepig közlekedő járatok (T): 2014-2016 között néhány járat a VOLÁN telepig közlekedett.

## Változások
Az Orosházi úti felüljáró átépítése következtében 2014. február 22-től 2015. december 31-ig a járat összetettebb, bonyolultabb útvonalon közlekedett, több ideiglenes kiegészítő járattal. A vonal indítási száma – az 1-es és 3-as járatok ritkulásának következtében – jelentősen megnőtt, hétköznap a megszokott 18.25-ös kezdés helyett 5.45-től kezdett a járat. A felújítás alatt munkanapokon és munkaszüneti napokon körülbelül egyenlő sűrűséggel jártak a 4-es buszok.
A közönséges 4-es járat – az "A" hurokkal – a Szabadság tér – Bartók Béla út – Andrássy út – Szabolcs utca – Szarvasi út – Pataky László utca – Kolozsvári utca – Madách utca – Orosházi út – Bercsényi utca – Veres Péter utca – Franklin utca – Pataky László utca – Szarvasi út – Szabolcs utca – Andrássy út – Petőfi utca – Bartók Béla út – Szabadság tér útvonalon közlekedett. Ugyanígy a "B" huroknál, abban az esetben az erzsébethelyi utcák sorrendje változik (Pataky László utca – Franklin utca – Veres Péter utca – Bercsényi utca).

## Külső hivatkozások
- Békéscsaba buszjáratai és menetrendjük
- A Körös Volán honlapja
- A Dél-Alföldi Közlekedési Központ Zrt. honlapja
- Változik a buszok útvonala, új megállók épülnek – Csabai Mérleg
- A Körös Volán autóbuszainak listája Archiválva 2016. március 5-i dátummal a Wayback Machine-ben
- Utcák és közterületek átnevezése Archiválva 2013. december 19-i dátummal a Wayback Machine-ben
- Közlekedési változások az Orosházi úti felüljáró lezárása után